# Mr.ディーズ
『Mr.ディーズ』（Mr. Deeds）は、2002年のアメリカ合衆国のコメディ映画である。アダム・サンドラー主演。フランク・キャプラ監督作品の『オペラハット』（1936年）のリメイク作品である

## ストーリー
ニューハンプシャー州の田舎町マンドレイク・フォールズでピザ屋に勤め、グリーティング・カードのメッセージの公募に応募するのが趣味の平凡な男性ディーズは、メディア業界を中心にした資産家の大伯父であるブレイク社の会長・ブレイク氏の唯一の相続人として400億ドルの遺産を引き継ぐことになる。その資産を巡るブレイク社の重役チャック・セダー、ディーズを取材対象にするマス・メディア、「インサイド・アクセス」その他の人間たちがニューヨークで暗躍するが、スクープを狙う美人だが裏のある女性記者ベイブ・ベネット（偽名パム・ドーソン）と交際を持つ。ディーズは高級レストランで自分を侮辱したセレブを殴り、大伯父の葬儀の席で自分の詩を読み、火事現場で7匹の猫と火に巻き込まれた女性を助ける。しかし美談を変人の変な行動として編集するテレビ局のディレクター、マック・マクグラスにベイブは怒る。
ディーズはベイブが嘘を言って自分の故郷にしたアイオワ州の田舎町ウィチェスタートンフィールドヴィルに、そうとは知らず飛行機で連れていき、彼女が語った嘘の家に連れていく。
純真で裏のないディーズに、ベイブの心は惹きつけられるが、ディーズが彼女に婚約をしようと思ったバスケット・コートで、ベイブの正体が「インサイド・アクセス」で放送されるのをディーズは見る。その場にやって来たベイブに、ディーズは失望して、全米黒人大学基金に400億ドルを渡す書類にサインし、故郷の町へ帰る。ベイブは彼を追ってマンドレイク・フォールズに行き、ピザ屋の女性・ジャンと戦ってディーズの居場所を知るが、途中で凍った河に落ちて溺れかかったところをディーズに助けられる。
その後ブレイク社の分割・売却をしようとするセダーによる株主総会で、ディーズは皆の昔の夢を聞き、席の全員を説得する。さらに株の51％を支配していると主張するセダーの前にベイブは現れ、今まで謎の行動をし、ディーズの行動を支えていた召使いエミリオ・ロペスがブレイク社の会長の真の息子であることを証明する書類を持ち込む。エミリオはディーズに10億ドルをプレゼントし、ディーズは町の人間みんなに高級スポーツカーを買ってやる。

## キャスト
| 役名                     | 俳優                 | 日本語吹替 | 日本語吹替 |
| 役名                     | 俳優                 | 標準語版   | 関西弁版   |
| ------------------------ | -------------------- | ---------- | ---------- |
| ロングフェロー・ディーズ | アダム・サンドラー   | 森川智之   | 中川礼二   |
| ベイブ・ベネット         | ウィノナ・ライダー   | 日野由利加 | 日野由利加 |
| エミリオ・ロペス         | ジョン・タトゥーロ   | 檀臣幸     | 中川剛     |
| マーティ                 | アレン・コヴァート   | 牛山茂     | 牛山茂     |
| チャック・セダー         | ピーター・ギャラガー | 菅生隆之   | 菅生隆之   |
| マック・マクグラス       | ジャレッド・ハリス   | 谷昌樹     | 谷昌樹     |
| セシル・アンダーソン     | エリック・アヴァリ   | 麦人       | 麦人       |
| クレイジー・アイズ       | スティーヴ・ブシェミ | 青山穣     | 青山穣     |
| 本人役                   | ジョン・マッケンロー | 山野井仁   | 山野井仁   |

- 日本語吹替の標準語版はDVDに、関西弁版はVHSとDVDに収録されている。